# Campionat Mundial de Piragüisme en Eslàlom de 2009
El Campionat Mundial de Piragüisme en Eslàlom de 2009 (2009 ICF Canoe Slalom World Championships) va tenir lloc del 9 al 13 de setembre al Parc Olímpic del Segre de la localitat catalana de la Seu d'Urgell (Alt Urgell) sota els auspicis de la Federació Internacional de Canoa (ICF). Eslovàquia era el primer guanyador amb sis medalles, incloent-hi tres ors. Alemanya i Gran Bretanya guanyaven cadascun quatre medalles amb una medalla d'or cadascun. Espanya guanyava les seves primeres medalles al campionat aconseguint quatre medalles.

## Nacions
Un total de 60 nacions es planificava per participar en el campionat. Les cerimònies d'inauguració 9 de setembre tenien per sobre de 300 atletes des de 55 països, incloent-hi el Nepal i Uganda que van debutar al campionat.

## Medaller

### Homes

#### Canoa
| Event    | Or | Punts  | Argent                                                                                                   | Punts  | Bronze | Punts  |
| C-1      | Tony Estanguet (FRA)                                                                                               | 96.21  | Michal Martikán (SVK)                                                                                    | 98.76  | Jan Benzien (GER)                                                                                                 | 99.60  |
| C-1 team | Eslovàquia · Alexander Slafkovsky · Michal Martikán · Matej Benus                                                  | 100.84 | França · Nicolas Peschier · Denis Chanut Gargaud · Tony Estanguet                                        | 103.77 | Espanya · Jordi Domenjo · Jon Ergüín · Ander Elosegui                                                             | 106.68 |
| C-2      | Eslovàquia · Pavol Hochschorner · Peter Hochschorner                                                               | 105.70 | Eslovàquia · Ladislav Skantar · Peter Skantar                                                            | 105.84 | Eslovènia · Luka Božič · Sašo Taljat                                                                              | 107.37 |
| C-2 team | Eslovàquia · Pavol Hochschorner & Peter Hochschorner · Ladislav Skantar & Peter Skantar · Tomas Kucera & Jan Batik | 113.51 | Alemanya · David Schroeder & Frank Henze · Marcus Becker & Stefan Henze · Robert Behling & Thomas Becker | 116.97 | Regne Unit · Timothy Baillie & Etienne Stott · David Florence & Richard Hounslow · Daniel Goddard & Colin Radmore | 117.20 |

#### Caiac
| Event    | Or                                                          | Punts | Argent                                                       | Punts | Bronze                                                           | Punts  |
| K-1      | Peter Kauzer (SLO)                                          | 92.84 | Boris Neveu (FRA)                                            | 94.89 | Carles Juanmartí (ESP)                                           | 95.89  |
| K-1 team | Txèquia · Ivan Pišvejc · Vavřinec Hradílek · Michal Buchtel | 98.17 | Regne Unit · Campbell Walsh · Huw Swetnam · Richard Hounslow | 99.46 | Espanya · Joan Crespo · Guillermo Díez-Canedo · Carles Juanmartí | 100.62 |

### Dones

#### Caiac
| Event    | Or                                                               | Punts  | Argent                                                           | Punts  | Bronze                                                       | Punts  |
| K-1      | Jasmin Schornberg (GER)                                          | 106.75 | Maialen Chourraut (ESP)                                          | 107.96 | Elizabeth Neave (GBR)                                        | 109.04 |
| K-1 team | Regne Unit · Elizabeth Neave · Louise Donington · Laura Blakeman | 112.79 | Eslovàquia · Jana Dukátová · Elena Kaliská · Gabriela Stacherová | 118.14 | Alemanya · Jasmin Schornberg · Claudia Bär · Jacqueline Horn | 119.84 |

### Demostració

#### Canoa de dones
| Event | Primera             | Punts  | Segona                 | Punts  | Tercera           | Punts  |
| C-1   | Leanne Guinea (AUS) | 137.80 | Rosalyn Lawrence (AUS) | 143.10 | Jessica Fox (AUS) | 145.41 |

## Taula de Medalles
| Pos.  | País       | Or | Plata | Bronze | Total |
| 1     | Eslovàquia | 3  | 3     | 0      | 6     |
| 2     | Regne Unit | 1  | 1     | 2      | 4     |
| 3     | Alemanya   | 1  | 1     | 2      | 4     |
| 4     | Espanya    | 0  | 1     | 3      | 4     |
| 5     | França     | 1  | 2     | 0      | 3     |
| 6     | Eslovènia  | 1  | 0     | 1      | 2     |
| 7     | Txèquia    | 1  | 0     | 0      | 1     |
| Total | Total      | 8  | 8     | 8      | 24    |